# علم تاريخ طبقات الأرض
علم تاريخ طبقات الأرض (بالإنجليزية: Chronostratigraphy)‏، هو فرع من علم وصف طبقات الأرض الذي يدرس عمر طبقات الصخور بالنسبة للزمن. ويكون هذا الفرع خلال فترة زمنية محددة من الزمن البيولوجي، ويتحدد بحدود معرفة زمنياً. وتشمل الوحدات الرئيسية لمقياس الزمن الطبقي، مثل: صخور الدهر وصخور الحقبة، والنظام، والنسق، والمرحلة.
يعتمد علم تاريخ طبقات الأرض بشكل كبير على جيوكيمياء النظائر وعلم الزمن الجيولوجي لاستخلاص التعارف الثابت لوحدات الصخور المعروفة والمحددة جيداً والتي تحتوي على تجمعات أحفورية محددة التي يحددها النظام الطبقي. كما أنه من الصعب جداً عملياً من الناحية النظرية تأريخ معظم الأحافير والصخور الرسوبية مباشرة، يجب إجراء استدلالات من أجل التوصل إلى تاريخ العمر الذي يعكس بداية الفاصل الزمني.